# Lordelo (Vila Real)
Lordelo é uma vila portuguesa sede da Freguesia de Lordelo do Município de Vila Real, freguesia com 5,16 km² de área e 3227 habitantes (censo de 2021), tendo, assim, uma densidade populacional de 625,4 hab./km².
A povoação de Lordelo foi elevada à categoria de vila em 2009.
A Freguesia de Lordelo engloba no seu território as seguintes localidades: Campo, Cales, Laverqueira, Lordelo (vila), Povo e Petisqueira. Nela se situam ainda o Hospital de Vila Real, a Escola Superior de Enfermagem de Vila Real e a Feira de Levante.
É uma das freguesias periurbanas de Vila Real (confronta com a freguesia urbana de Vila Real) e um dos eixos de expansão da cidade[carece de fontes?].

## Demografia
A população registada nos censos foi:
| Distribuição da População por Grupos Etários | Distribuição da População por Grupos Etários | Distribuição da População por Grupos Etários | Distribuição da População por Grupos Etários | Distribuição da População por Grupos Etários |
| -------------------------------------------- | -------------------------------------------- | -------------------------------------------- | -------------------------------------------- | -------------------------------------------- |
| Ano                                          | 0-14 Anos                                    | 15-24 Anos                                   | 25-64 Anos                                   | > 65 Anos                                    |
| 2001                                         | 542                                          | 504                                          | 1534                                         | 306                                          |
| 2011                                         | 535                                          | 355                                          | 1869                                         | 410                                          |
| 2021                                         | 404                                          | 352                                          | 1760                                         | 711                                          |

## História
A história de Lordelo perde-se no tempo e toda ela envolta em intensa neblina, com documentação pouco convincente em termos históricos corretos e absolutos, e a que existe pouco comprova a veracidade de certos factos e de certas afirmações.
Lordelo é antiquíssima povoação, que tomou este nome de outrora vila e couto Lordello, pois já era " Honra dos Lordellos" em tempo do Rei D.Dinis. Os tais Lordellos tinham aqui uma grande quinta, chamada mesmo " Quinta dos Lordello", donde tiraram o apelido. Desta linhagem que parece já ter existido no tempo do Lavrador, apenas se conhece a família individualmente a partir do reinado de D. Afonso V, nomeadamente Lopo Dias de Lordello, provedor das capelas desse príncipe, com descendência; Duarte Dias de Lordello, seu irmão, casado com Francisca Mendes de Brito, com descendência; Vasco Martins de Lordello casado com N. de Góis, de quem teve descedência;João de Lordelo, escudeiro de D.Fernando, Duque de Guimarães que depois foi de Bragança, cunhado de D.Manuel I, o qual teve o privilegio de fidalgo, por carta de 30 de Outubro de 1475; Brites de Lordello, talvez irmã deste ultimo, que obteve, por seus serviços, mercê de quinze mil reais de tença cada ano, para si e seus herdeiros, por graça do Africano, de quem era criada. Tal dádiva foi feita em 1475.
Estes ricos fidalgos apregoavam em suas armas a " Honra dos Lordello". Descrevem-se estas armas da seguinte maneira: campo verde, banda de prata carregada de três quadripólios vermelhos e acompanhados por seis cordeiros passantes de prata, postos em duas bandas e dispostos no sentido um, dois, dois, um. O timbre do brasão tem um cordeiro de prata com um quadripólio vermelho na boca.
D. Manuel I deu-lhe foral, muito semelhante ao de Alijó, a 12 de Novembro de 1519, ao mesmo tempo que o de muitas outras povoações de Trás-os- Montes e todos no mesmo documento. Provavelmente deu-lhe a categoria de vila.
A partir de certa altura e no decorrer dos tempos Lordelo foi feudo dos Távoras .
Em 1759, com a extinção da Casa dos Távoras por acusação de conjura contra D. José. Lordelo é integrado na Coroa e Fazenda Régia da benfeitoria do Mosteiro dos Jerónimos em Lisboa, pertença da Abadia de Vila Marim, mais tarde Junta Paroquial Autónoma e, por fim, Junta de Freguesia.
A 6 de novembro de 1836, o concelho foi extinto e a freguesia integrada no município de Vila Real.
A 12 de junho de 2009, a sede da freguesia foi novamente elevada à categoria de vila.
A 11 de outubro de 2012 a Assembleia Municipal de Vila Real aprovou a proposta de Reorganização Administrativa Territorial do Município apresentada pela Câmara Municipal. Com o intuito de evitar a sua eventual agregação com outras freguesias vizinhas, a freguesia de Lordelo foi reclassificada, em contradição com os dados estatísticos, como «não urbana».

## Património
- Pelourinho de Lordelo